# 你妹妹是狼人
《你妹妹是狼人》是一部1985年的美国恐怖電影，由菲利普·莫拉（Philippe Mora）执导，是1981年电影《破膽三次》的直接续集。影片主演有恐怖片资深演员克里斯多福·李、雷布·布朗（Reb Brown）和安妮·麦克恩罗（Annie McEnroe），讲述他们击败希比尔·丹宁（Sybil Danning）饰演的狼人女王斯蒂尔巴、阻止狼人征服世界的故事。虽然《破膽三次》小说的作者加里·布兰德纳（Gary Brandner）共同编写了剧本，但是《你妹妹是狼人》与其1979年的小说《破膽三次II》（The Howling II）大体上并无关联。

## 剧情
本·怀特（雷布·布朗饰）参加了妹妹卡伦·怀特的葬礼。卡伦是前作的主角，是一名记者。在教堂墓室内的葬礼结束后，本遇到了卡伦的同事珍妮·坦普尔顿（安妮·麦克恩罗饰）以及神秘的闯入者斯蒂芬·克罗斯科（克里斯多福·李饰）。斯蒂芬告诉他，卡伦是狼人，还提供了一段变身的录像证据。随后，当卡伦的不死之躯从墓穴中复活时，斯蒂芬现身消灭了她。斯蒂芬说服本和珍妮陪同他前往特兰西瓦尼亚，对抗不死的狼人女王斯蒂尔巴（希比尔·丹宁饰）。途中，三人遇到了另一个性感的狼人玛丽安娜（玛莎·亨特饰）及其手下厄尔（费迪·梅恩饰）。
抵达巴尔干半岛后，本和同伴们漫步于一场当地的民族节庆，未察觉斯蒂尔巴已在附近的城堡中策划他们的覆灭。斯蒂芬将本和珍妮介绍给几个誓死反对斯蒂尔巴的当地人，这些人因其亲人被斯蒂尔巴或其追随者杀害而决心复仇。一天晚上，本和瓦西里发现了斯蒂尔巴的城堡，但在被发现后被迫逃离，瓦西里在逃跑中丧生。斯蒂尔巴后来利用瓦西里的尸体引诱斯蒂芬入陷阱，但本在最后一刻救下了斯蒂芬。与此同时，珍妮被俘并带到了斯蒂尔巴的城堡。
本、斯蒂芬、康斯坦丁、卢卡和弗洛林神父突袭了城堡，但遭到斯蒂尔巴狼人的伏击；康斯坦丁和卢卡在搏斗中死亡，弗洛林神父受伤。抵达城堡后，三人分头行动寻找珍妮并消灭斯蒂尔巴。本救出了珍妮、杀死了玛丽安娜后逃离了城堡，而斯蒂芬和弗洛林神父则与斯蒂尔巴展开对决。斯蒂尔巴的恶魔杀死了弗洛林，但斯蒂芬最终杀死了斯蒂尔巴，两人化为火焰而亡。
不久之后，本和珍妮返回美国，作为情侣共同生活。一名装扮成狼人的孩子敲响了他们的门。当孩子进入隔壁公寓后，他们敲门却发现一名罗马尼亚男子，他声称自己独居且没有孩子。婉拒了对方的饮酒邀请后，本和珍妮返回了自己的公寓。

## 演员
- 克里斯多福·李 Christopher Lee 饰 斯蒂芬·克罗斯科
- 安妮·麦克恩罗 Annie McEnroe 饰 珍妮·坦普尔顿
- 雷布·布朗 Reb Brown 饰 本·怀特
- 玛莎·亨特 Marsha Hunt 饰 玛丽安娜
- 希比尔·丹宁 Sybil Danning 饰 斯蒂尔巴
  - 瓦莱丽·卡普拉诺娃 Valerie Kaplanová 饰 年老的斯蒂尔巴
- 贾德·欧门 Judd Omen 饰 弗拉德
- 吉日·克里蒂纳 Jiří Krytinář 饰 瓦西里
- 彼得·斯卡克 Petr Skarke 饰 康斯坦丁
- 费迪·梅恩 Ferdy Mayne 饰 厄尔
- 吉米·奈尔 Jimmy Nail 饰 多姆
- 帕特里克·菲尔德 Patrick Field 饰 执事
- 拉迪斯拉夫·克雷奇默 Ladislav Krečmer 饰 弗洛林神父
- 伊沃·尼德尔 Ivo Niederle 饰 格里高里
- 扬·克劳斯 Jan Kraus 饰 托多

## 制作
尽管《破膽三次》首部电影取得了商业成功，但制片人史蒂文·莱恩（Steven Lane）由于阿夫科大使影业公司（Avco Embassy Pictures）财务状况不佳而未能获得任何利润。公司拿多项无关费用抵扣《破膽三次》的收入，从而消耗了影片的大部分收益。莱恩在首部电影上映前买断了联合制片人杰克·克劳福德（Jack Crawford）的股份，因此他拥有“续集”的权利，但无法制作延续原作的“直接续集”，因为这些权利属于阿夫科大使影业。参与过《破膽三次》的莱恩决心要从中获利，于是与亨代尔影业公司（Hemdale Film Corporation）达成了协议。菲利普·莫拉（Philippe Mora）因为在亨代尔执导过《过人之处》（A Breed Apart）而参与本片。当时他尚未收到报酬，亨代尔安排了一份协议：如果他再执导《你妹妹是狼人》，就会同时支付两部电影的报酬。然而，由于亨代尔在协议中对其财务状况的虚假陈述，前期准备和拍摄过程多次中断并更换拍摄地点。编剧加里·布兰德纳（Gary Brandner）多次重写剧本以应对这些变更。本片特效师史蒂夫·约翰逊（Steve Johnson，后来也为系列的其他续集提供特效）表示，亨代尔的财务问题也导致了特效品质不佳，因为许多特效是在拍摄完成几个月后才在后期加入的。
这是唯一直接延续首部电影情节的《破膽三次》续集，也是唯一有原著小说作者加里·布兰德纳参与的《破膽三次》电影。布兰德纳对1981年首部电影的评价较为批评，其只是1977年小说不严谨的改编，因此本续集的一些元素可能是刻意与前作保持不同，但有些可能是无意的（例如电影推翻了全球公开狼人存在的秘密这一设定）。
本片有新浪潮乐队“Babel”演奏歌曲〈The Howling〉的场景。Babel乐队成员有主唱斯蒂芬·W·帕森斯（Stephen W. Parsons）、吉他手克里斯·派伊（Chris Pye）、键盘手西蒙·埃切尔（Simon Etchell）和鼓手史蒂夫·杨（Steve Young）。其中三位成员后来加入了另一个乐队“State Project”。帕森斯为本片创作了配乐。
导演菲利普·莫拉曾表示，本片设定为庆祝好奇型雙性戀狼人女王斯蒂尔巴一万岁生日，其灵感源自新浪潮风格的情色美学。他透露，演员雷布·布朗和安妮·麦克恩罗的表演非常糟糕，以至于资深演员克里斯多福·李在片场外表现得像“希望自己不在此地”。此外，希比尔·丹宁裸露胸部的镜头在片尾字幕滚动时重复了17次。而在影片的大多数场景中，丹宁要么穿着毛发覆盖的服装，要么穿着金属盔甲配太阳镜。
大部分电影在当时的捷克斯洛伐克取景，例如中波希米亚地区梅爾尼克的藏骨堂和布拉格的巴兰多夫制片厂，不过还有一些场景在洛杉矶拍摄完成。
在共产主义时期的布拉格拍摄充满挑战：政府指定给莫拉的助理导演完全不懂电影制作，莫拉不得不“从美国进口垃圾来弄乱干净的共产主义街道”。当地的选角活动寻找“朋克青年”时，有1000人到场，导致当地政府召集了警察和军队。一名军官对莫拉表示，“你可以完成拍摄，但他们必须不超過三人一组地离开”。
联合主演玛莎·亨特和克里斯多福·李曾在《新潮吸血殭屍》（Dracula A.D. 1972）中合作过。1990年，当李出演《小精靈2》时，他第一件事就是向导演喬·丹堤（曾执导首部《破膽三次》）为出演本片道歉。 此外，李还在1979年的电影《美国队长：电视电影2》（Captain America II: Death Too Soon）中饰演反派，与本片主演雷布·布朗再次合作。